# 레이스 2
레이스 2(Race 2)는 인도에서 제작된 마스탄 엘리바이 버마월라 감독의 2013년 액션, 스릴러, 범죄 영화이다. 아닐 카푸르 등이 주연으로 출연하였다.

## 출연

### 주연
- 아닐 카푸르
- 사이프 알리 칸
- 존 에이브러햄

### 조연
- 디피카 파두콘
- 아메사 파텔
- 비파샤 바수